# Pariastaat
Als ein Pariastaat wird, in Anlehnung an die Bezeichnung „Paria“, eine ausgestoßene Nation bezeichnet, die sich entweder nicht an internationale Gepflogenheiten der Zusammenarbeit im Sinne der internationalen Gemeinschaft (zum Beispiel Vereinte Nationen) hält oder von mindestens einer Großmacht als solche eingestuft wird. Einem solchen Staat drohen internationale Sanktionen, internationale Isolation (also der Ausschluss aus der Weltgemeinschaft) oder sogar die militärische Invasion. Der Begriff steht im Zusammenhang zu dem von George W. Bush geprägten politischen Schlagwort Schurkenstaat. Das Staatensystem hingegen kennt wegen des völkerrechtlichen Grundsatzes der Staatengleichheit keine „Paria“-Staaten.